# Wszechlek

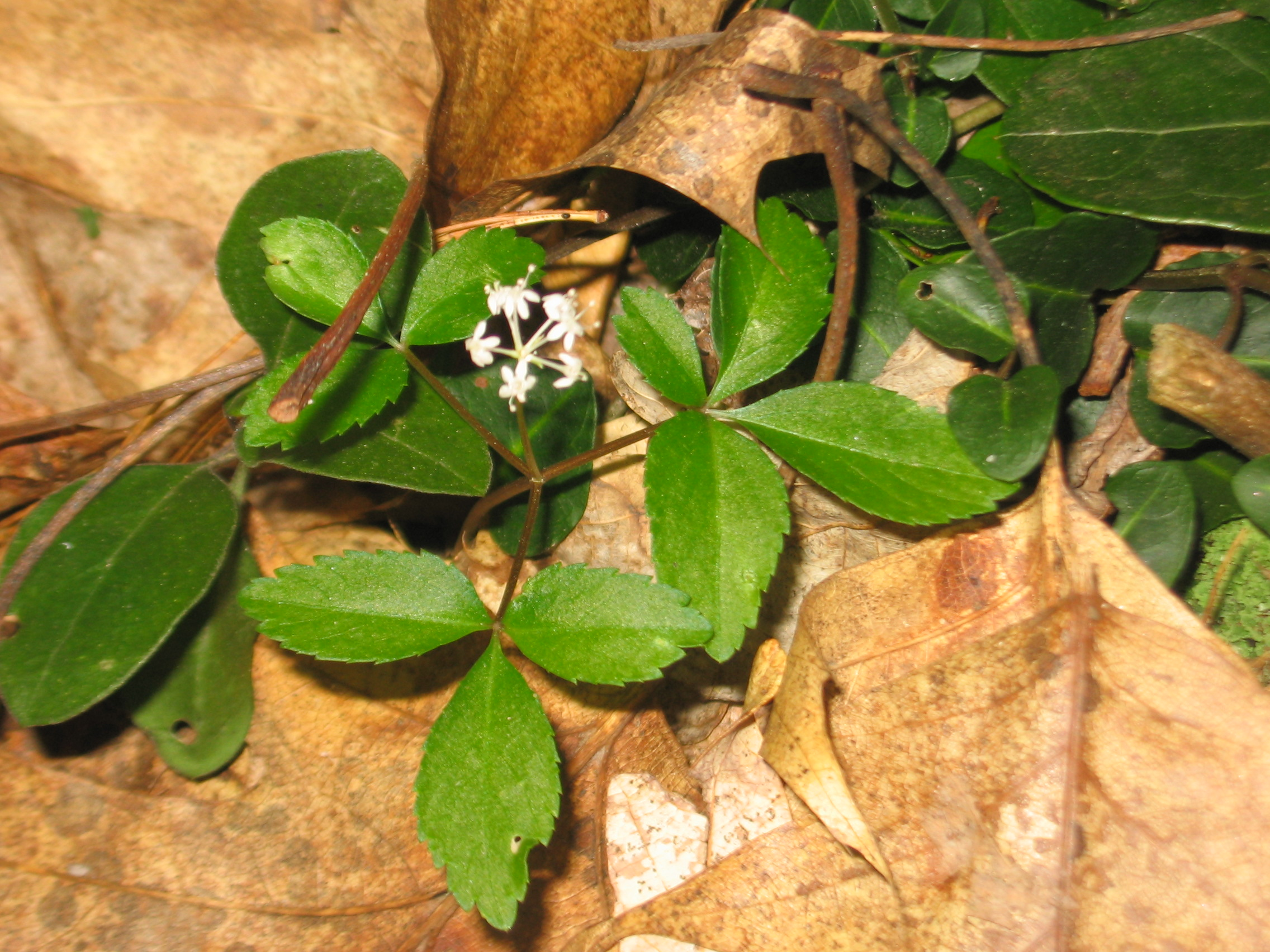
Panax trifolius

Wszechlek, panaks (Panax L.) – rodzaj roślin należący do rodziny araliowatych (Araliaceae). Obejmuje 13 gatunków. Występują one we wschodniej Azji (od Indochin po Japonię i Rosyjski Daleki Wschód oraz we wschodniej części Ameryki Północnej. Należą do niego dwa cenione gatunki roślin leczniczych wszechlek żeń-szeń i wszechlek pięciolistkowy.

## Systematyka
Synonimy
Aureliana Boehmer, Ginsen Adanson, Panacea J. Mitchell, Panax J. Hill
Pozycja systematyczna według APweb (2001...)
Rodzaj należący do podrodziny Aralioideae, rodziny araliowatych (Araliaceae Juss.), rzędu selerowców (Apiales Lindl.), kladu astrowych w obrębie okrytonasiennych.
Wykaz gatunków
- Panax assamicus R.N.Banerjee
- Panax bipinnatifidus Seem.
- Panax ginseng C.A.Mey. – wszechlek żeń-szeń
- Panax japonicus (T.Nees) C.A.Mey.
- Panax notoginseng (Burkill) F.H.Chen
- Panax pseudoginseng Wall.
- Panax quinquefolius L. – wszechlek pięciolistkowy
- Panax sokpayensis Shiva K.Sharma & Pandit
- Panax stipuleanatus H.T.Tsai & K.M.Feng
- Panax trifolius L.
- Panax vietnamensis Ha & Grushv.
- Panax wangianus S.C.Sun
- Panax zingiberensis C.Y.Wu & Feng